# Nadagarodes camura
Nadagarodes camura là một loài bướm đêm thuộc họ Geometridae.